# Homostegia adusta
Homostegia adusta är en lavart som beskrevs av Fuckel 1870. Homostegia adusta ingår i släktet Homostegia, klassen Dothideomycetes, divisionen sporsäcksvampar och riket svampar.   Inga underarter finns listade i Catalogue of Life.